# Doktormühle
Doktormühle ist ein Wohnplatz des Marktes Ippesheim im mittelfränkischen Landkreis Neustadt an der Aisch-Bad Windsheim. Sie liegt in der Gemarkung Ippesheim.

## Geografische Lage
Die Einöde liegt auf freier Flur an der Iff, einem linken Zufluss des Breitbachs. Ein Anliegerweg führt 130 Meter südwestlich zu einer Gemeindeverbindungsstraße, die nach Ippesheim zur Staatsstraße 2419 (0,9 km südöstlich) bzw. zur Rothmühle verläuft (1,3 km nördlich). Östlich der Doktormühle befindet sich auf einem Plateau ein Startplatz für Segelflugzeuge.

## Geschichte
Mit dem Gemeindeedikt (frühes 19. Jahrhundert) wurde Doktormühle dem Steuerdistrikt Ippesheim und der Ruralgemeinde Ippesheim zugewiesen. Spätestens 1837 wurde Doktormühle an die neu gebildete Gemeinde Frankenberg überwiesen. Diese wurde bereits vor 1846 wieder aufgelöst, und in der Folge kam Doktormühle wieder zu Ippesheim.

### Einwohnerentwicklung
| Jahr      | 001818 | 001837 | 001840 | 001861 | 001871 | 001885 |
| Einwohner | 4      | 5      | 6      | 9      | 11     | 7      |
| Häuser    | 1      | 1      | 1      |        |        | 1      |
| Quelle    | [ 3 ]  | [ 5 ]  | [ 6 ]  | [ 8 ]  | [ 9 ]  | [ 10 ] |

## Religion
Doktormühle ist evangelisch-lutherisch geprägt und nach Heiligkreuz (Ippesheim) gepfarrt.